# Banglades a 2012. évi nyári olimpiai játékokon
Banglades a nagy-britanniai Londonban megrendezett 2012. évi nyári olimpiai játékok egyik részt vevő nemzete volt. Az országot az olimpián 5 sportágban 5 sportoló képviselte, akik érmet nem szereztek.

## Atlétika
Férfi
| Versenyző  | Versenyszám | Selejtező | Selejtező | Selejtező | Előfutam | Előfutam | Előfutam | Elődöntő | Elődöntő | Elődöntő | Döntő   | Döntő    |
| Versenyző  | Versenyszám | Idő       | Hely.     | Össz.     | Idő      | Hely.    | Össz.    | Idő      | Hely.    | Össz.    | Idő     | Helyezés |
| ---------- | ----------- | --------- | --------- | --------- | -------- | -------- | -------- | -------- | -------- | -------- | ------- | -------- |
| Mohan Khan | 100 m       | 11,25     | 5.        | 21.       | kiesett  | kiesett  | kiesett  | kiesett  | kiesett  | kiesett  | kiesett | kiesett  |

## Íjászat
Férfi
| Versenyző      | Versenyszám | Selejtező | Selejtező | 64-es főtábla                     | 32-es főtábla     | Nyolcaddöntő      | Negyeddöntő       | Elődöntő          | Döntő             | Helyezés |
| Versenyző      | Versenyszám | Pont      | Kiemelt   | Ellenfél Eredmény                 | Ellenfél Eredmény | Ellenfél Eredmény | Ellenfél Eredmény | Ellenfél Eredmény | Ellenfél Eredmény | Helyezés |
| -------------- | ----------- | --------- | --------- | --------------------------------- | ----------------- | ----------------- | ----------------- | ----------------- | ----------------- | -------- |
| Mohammed Milon | Egyéni      | 636       | 61.       | Laurence Godfrey (GBR) (4.) · 0–6 | kiesett           | kiesett           | kiesett           | kiesett           | kiesett           | 33.      |

## Sportlövészet
Női
| Versenyző     | Versenyszám | Selejtező | Selejtező | Döntő   | Döntő    |
| Versenyző     | Versenyszám | Pont      | Helyezés  | Pont    | Helyezés |
| ------------- | ----------- | --------- | --------- | ------- | -------- |
| Sharmin Ratna | Légpuska    | 393       | 27.       | kiesett | kiesett  |

## Torna
Férfi
| Versenyző          | Versenyszám | Selejtező | Selejtező | Döntő    | Döntő    |
| Versenyző          | Versenyszám | Pontszám  | Helyezés  | Pontszám | Helyezés |
| ------------------ | ----------- | --------- | --------- | -------- | -------- |
| Quazi Syque Caesar | Talaj       | 14,666    | 29.*      | kiesett  | kiesett  |
| Quazi Syque Caesar | Korlát      | 14,766    | 27.       | kiesett  | kiesett  |
| Quazi Syque Caesar | Nyújtó      | 13,700    | 50.       | kiesett  | kiesett  |

* - egy másik versenyzővel azonos eredményt ért el

## Úszás
Férfi
| Versenyző                | Versenyszám | Előfutam | Előfutam | Előfutam | Elődöntő | Elődöntő | Elődöntő | Döntő   | Döntő    |
| Versenyző                | Versenyszám | Idő      | Hely.    | Össz.    | Idő      | Hely.    | Össz.    | Idő     | Helyezés |
| ------------------------ | ----------- | -------- | -------- | -------- | -------- | -------- | -------- | ------- | -------- |
| Mohammad Mahfizur Rahman | 50 m gyors  | 24,64    | 7.       | 39.      | kiesett  | kiesett  | kiesett  | kiesett | kiesett  |